# Attacus crameri
Attacus crameri är en fjärilsart som beskrevs av Felder 1861. Attacus crameri ingår i släktet Attacus och familjen påfågelsspinnare. Inga underarter finns listade i Catalogue of Life.

## Bildgalleri

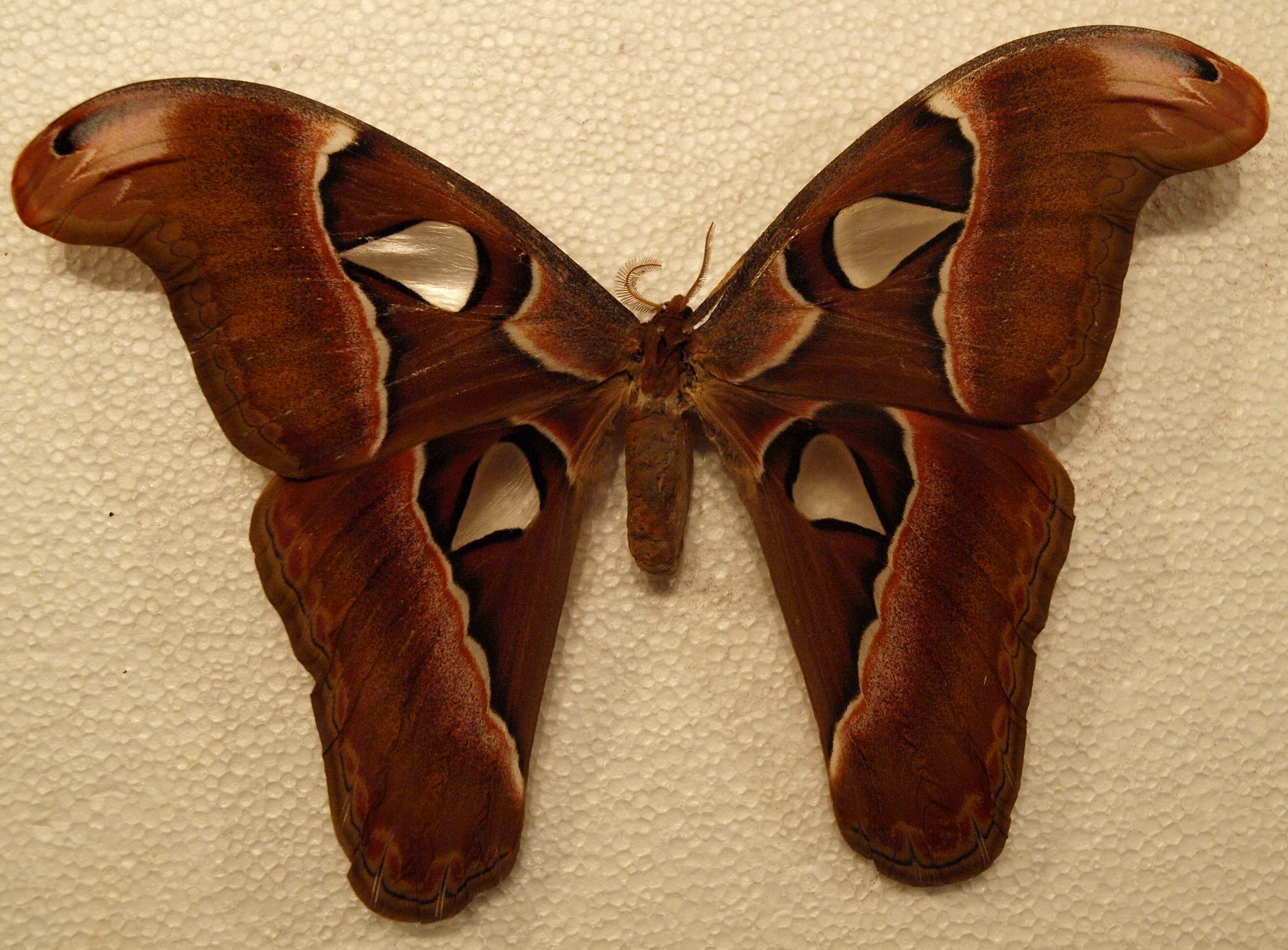
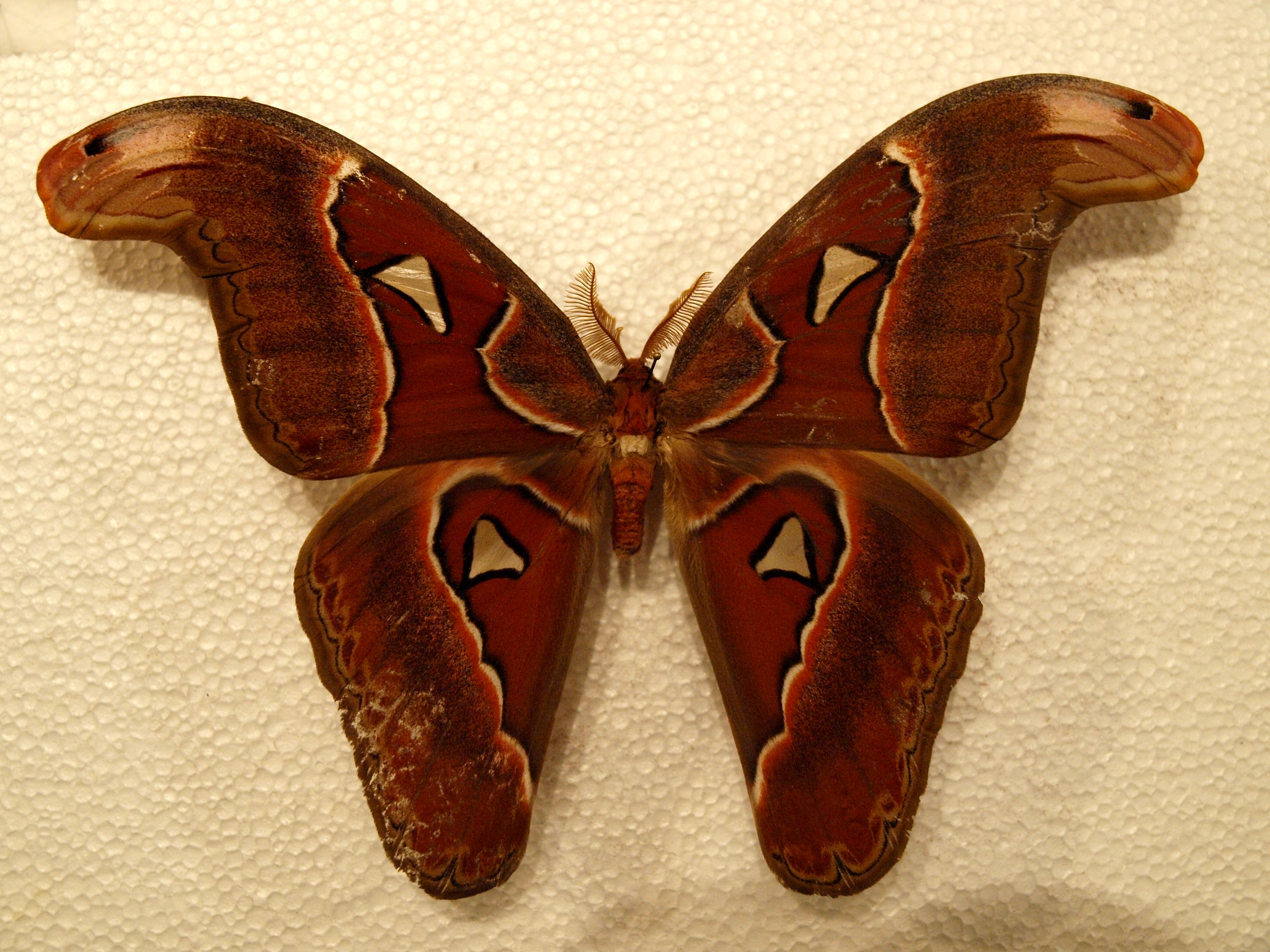